# Emperor (SeaWorld San Diego)
Ne doit pas être confondu avec Mako (SeaWorld Orlando).
Emperor est un parcours de montagnes russes sans sol de type machine plongeante construit par Bolliger & Mabillard à SeaWorld San Diego. En raison de la pandémie de Covid-19, les plans d'ouverture de ces montagnes russes ont été repoussés à 2021 au lieu de 2020, avant que la date d'ouverture finale du 12 mars 2022 ne soit annoncée.

## Histoire
Le 5 janvier 2019, SeaWorld San Diego annonce que de nouvelles montagnes russes plongeantes de Bolliger & Mabillard allaient arriver dans le parc en 2020. L'attraction s'appellerait Mako.
Lors du salon de l'IAAPA, il a été annoncé que Mako serait remplacé par Emperor. Au lieu d'être axé sur les requins, l'attraction serait désormais axée sur les manchots.
Emperor est la première machine plongeante sans-sol en Californie et la deuxième machine plongeante en Californie après HangTime à Knott's Berry Farm. Emperor est situé à l'est de SeaWorld San Diego et son pavillon de manèges est accessible par des chemins qui vous mènent normalement à Journey to Atlantis.
Le 25 août 2021, SeaWorld annonce que Emperor ouvrirait potentiellement en mars 2022. L'attraction ouvre finalement le 12 mars 2022.
Cette attraction est similaire au Griffon à Busch Gardens Williamsburg et à SheiKra à Busch Gardens Tampa.

## Parcours
Les passagers partent de la station et entament la montée de 46 mètres de haut, puis tournent vers la chute, où ils sont retenus pendant 3,5 à 4 secondes. Ils tombent ensuite de 44 mètres à un angle de 90 degrés dans la première inversion, un Immelmann de 37 mètres qui passe au-dessus de la chute et se jette dans la deuxième inversion, un virage serré et incliné qui renverse les passagers dans un autre élément qui peut être considéré comme une inversion, mais qui ne les renverse pas entièrement. Cet élément se jette dans le dernier élément du manège, un tire-bouchon qui débouche sur un virage, puis sur une rampe menant à la gare où le train répète ce cycle. La durée estimée de chaque cycle entre le départ et le retour à la gare est d'environ 1 minute et 10 secondes.